# 鼬熊
鼬熊（Cephalogale）是像熊的食肉目，大小細小如狗或貓。牠們生存於3000萬年前漸新世的歐洲，當時這地方是由巨大的肉食性及草食性哺乳動物所統治。鼬熊可能是生活在蔭暗處。牠的牙齒有裂牙，是熊的祖先。鼬熊的祖先是細齒獸類，而細齒獸類中衍生出犬熊、鰭足亞目、鼬科及原始的熊總科（當中包括了鼬熊）。